# エグゼクティブ・ターゲット
『エグゼクティブ・ターゲット』（Executive Target）は、1997年のアメリカ合衆国の映画。

## あらすじ
元スタントマンのニック・ジェイムス（マイケル・マドセン）は犯罪を犯して刑務所に移送される、最中に護送車が故意の事故により横転してニックは何者かに連れ去られる。
謎の組織のリーダーであるラマー（キース・デイビット）は、ニックの妻を人質にとり、更にはニックのドライブ・テクニックを利用して、銀行強盗犯の移送や、大統領（ロイ・シャイダー）誘拐の手伝いをさせられる。

## キャスト
| 役名                 | 俳優                         | 日本語吹替                   | 日本語吹替                                                       |
| 役名                 | 俳優                         | ソフト版                     | テレビ東京版                                                     |
| -------------------- | ---------------------------- | ---------------------------- | ---------------------------------------------------------------- |
| ニック・ジェームズ   | マイケル・マドセン           | 幹本雄之                     | 立木文彦                                                         |
| 大統領               | ロイ・シャイダー             | 秋元羊介                     | 納谷悟朗                                                         |
| ラマー               | キース・デイヴィッド         | 中多和宏                     | 玄田哲章                                                         |
| レイシー             | アンジー・エヴァーハート     | 叶木翔子                     | 高畑淳子                                                         |
| ベラ                 | デイトン・キャリー           | 亀井三郎                     | 石森達幸                                                         |
| ナディア・ジェームズ | キャシー・クリストファーソン | 日野由利加                   | 山像かおり                                                       |
| クレイ・リップル     | ギャレス・ウィリアムズ       | 相沢正輝                     | 荒川太郎                                                         |
| ジャック             | ロバート・ミアノ             | 立木文彦                     | 千田光男                                                         |
| ヴィック             | マシアス・ヒューズ           | 茶風林                       | 加藤精三                                                         |
| スモーク             | マイク・ジェノヴィーズ       | 松山鷹志                     | 藤本譲                                                           |
| レイ                 | ジェイコブセン・ハート       | 青山穣                       | 大友龍三郎                                                       |
| その他               |                              | 定岡小百合 本田貴子 蘇武健治 | 滝沢久美子 小室正幸 宝亀克寿 津田英三 古田信幸 渡辺美佐 宇垣秀成 |
|                      |                              |                              |                                                                  |
| 演出                 |                              | 小川利夫                     | 小山悟                                                           |
| 翻訳                 |                              | 峯間貴子                     | 久保喜昭                                                         |
| 調整                 |                              | 遠西勝三                     | 金谷和美                                                         |
| 効果                 |                              |                              | リレーション                                                     |
| 配給                 |                              |                              | AVE                                                              |
| 制作協力             |                              |                              | 武市プロダクション                                               |
| 担当                 |                              |                              | 別府慶治                                                         |
| プロデューサー       |                              |                              | 深澤幹彦 渡邉一仁                                                |
| 制作                 |                              | ビデオテック                 | テレビ東京 ケイエスエス                                          |
| 初回放送             |                              |                              | 1998年4月9日 『木曜洋画劇場』                                    |